# České Brezovo
České Brezovo este o comună slovacă, aflată în districtul Poltár din regiunea Banská Bystrica. Localitatea se află la altitudinea de 451 m deasupra n.m., se întinde pe o suprafață de 38,57 km2 și în 2017 număra 498 de locuitori.

## Istoric
Localitatea České Brezovo este atestată documentar din 1435.

## Demografie
| An:                | 1994 | 2004    | 2014   | 2024    |
| ------------------ | ---- | ------- | ------ | ------- |
| Număr de persoane: | 983  | 492     | 505    | 435     |
| Diferență:         |      | −49,94% | +2,64% | −13,86% |

| An:                | 2023 | 2024   |
| ------------------ | ---- | ------ |
| Număr de persoane: | 441  | 435    |
| Diferență:         |      | −1,36% |